# Оцука, Ай
Ай Оцука (яп. 大塚愛; род. 9 сентября 1982, Осака) — японская певица; композитор; пианист; актриса

; вокалистка J-pop.
Она дебютировала 10 сентября 2003 года с синглом «Momo no HANAbira», но он не имел большого успеха, только второй сингл «Sakuranbo» принес ей известность и был продан тиражом более 500 тысяч копий. 
Затем Ай Оцука дебютировала в многосерийном фильме «Tokyo Friends», в котором она представила несколько своих песен. Теперь она одна из самых известных и любимых певиц в Японии, чарт продаж её лейбла «Avex trax» долгое время находится в первой десятке. 
В 2010 году она вышла замуж за участника хип-хоп группы Rip Slyme Су. 24 марта 2011 года у пары родилась дочь.